# YoungBloodZ
YoungBloodZ es un grupo estadounidense de southern rap formado por J-Bo (nacido Jeffrey Ray Grigsbyel el 4 de octubre de 1977) y Sean Paul (nacido Sean Paul Joseph el 7 de marzo de 1978, no confundir con el famoso artista jamaicano de mismo nombre).

## Biografía

### Comienzos
El dúo se conoció en su ciudad natal en el instituto Miller Grove, mientras estudiaban secundaria. Allí iniciaron un grupo con unos amigos llamado Attic Crew. El grupo se fue disolviendo poco a poco hasta solo ellos siguieron adelante con su carrera. De vez en cuando el grupo se reúnen para concierto por la zona donde fue formado. En 1997 LaFace records les ofreció un contrato al cual aceptaron.

### Carrera musical
Tras firmar por LaFace Records, fueron más conocidos por los sencillos "U Way" (1999) y "85 South" (2000) junto a Big Boi de Outkast. Después de dos años en blanco, regresaron con "Cadillac Pimpin", sencillo que obtendría cierto éxito. Pero el éxito les llegaría con "Damn!", junto a Lil' Jon, la cual alcanzó el número 4 en la lista Billboard y fue nominada a los Premios Grammy. Todas extraídas de su segundo álbum Drankin' Patnaz. Un tercer sencillo llamado "Lean Low", en colaboración con BackBone, puede también encontrarse en la BSO del filme Torque.
Tres años más tarde saldría a la luz su tercer álbum Ev'rybody Know Me el cual obtuvo buenas ventas. En el cual se incluían singles como "Datz Me" (con Young Buck) y "Presidential" (una vez más, con Lil' Jon como productor). Se tercer sencillo "Chop Chop" estuvo producido por el conocido productor Scott Storch. Al contrario que el álbum anterior (el cual fue clasificado de Oro) este no obtuvo calificación de ventas, y llegó a alcanzar el puesto 44 en las listas.

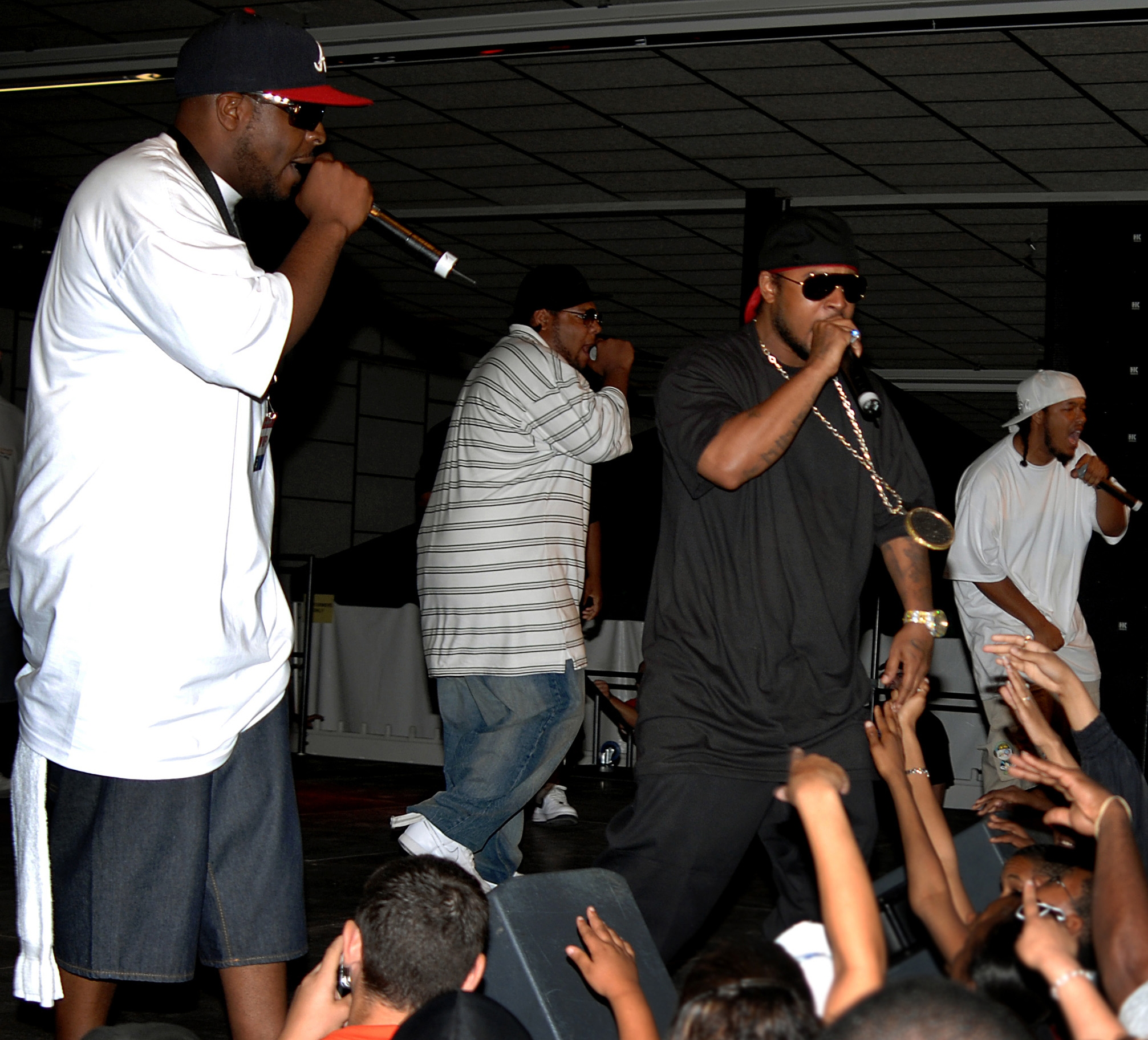
YBZ en el escenario en 2007.

En el año 2006 ambos fueron arrestados bajo la acusación de posesión de armas y narcóticos, después de ser parados por la policía. Ese año salieron la película Scary movie 4.
Su cuarto álbum iba a tener como nombre Bad Influence e iba a ser lanzado a finales del 2008, apareció un sencillo llamado Ridin' Thru Atlanta (sencillo del cual no se tiene mucha información) en colaboración del rapero también de Atlanta, T.I., sin embargo, la salida al mercado del álbum se canceló por completo. Es cierto que también están centrados en sus proyectos personales.
A principios del 2013 comentaron que todavía estaban planeando sacar un cuarto disco y que estaban trabajando en ello. Mese después confirmaron el nombre del álbum el cual será Back From The Liquor Sto y que vería la luz en 2014. En enero de ese año lanzaron un sencillo underground llamado "Foolish".

## Discografía

### Álbumes
| 1999                                              | Against da Grain - Fecha de lanzamiento: 12 de octubre de 1999 - Productora: LaFace Records           | 92 | 21 | — |              |
| 2003                                              | Drankin' Patnaz - Fecha de lanzamiento: 23 de agosto del 2003 - Productora: So So Def, Arista Records | 5  | 1  | — | - RIAA: Gold |
| 2005                                              | Ev'rybody Know Me - Fecha de lanzamiento: 13 de diciembre del 2005 - Productora: LaFace Records       | 44 | 7  | 4 |              |
| 2015                                              | Back From The Liquor Sto - Fecha de lanzamiento: 2014/2015 - Productora: LaFace Records               | —  | —  | — |              |
| "—" denota que no alcanzó un puesto en las listas | |    |    |   |              |

### Recopilatorios
| Año  | Detalles |
| ---- | --- |
| 2006 | Still Grippin' tha Grain: The Best Of - Fecha de lanzamiento: 21 de noviembre de 2006 - Productora: LaFace Records |

## Sencillos
| Año  | Canción                                | U.S. Hot 100 | U.S. R&B | U.S. Rap | Álbum             |
| ---- | -------------------------------------- | ------------ | -------- | -------- | ----------------- |
| 1999 | "U-Way (How We Do It)"                 | -            | 46       | 3        | Against Da Grain  |
| 2000 | "85/Billy Dee (Interlude)"             | -            | -        | -        | Against Da Grain  |
| 2002 | "Cadillac Pimpin'"                     | -            | 93       | -        | Drankin' Patnaz   |
| 2003 | "Damn!" (featuring Lil' Jon)           | 4            | 2        | 1        | Drankin' Patnaz   |
| 2003 | "Lean Low" (featuring Backbone)        | -            | 94       | -        | Drankin' Patnaz   |
| 2005 | "Datz Me" (featuring Young Buck)       | -            | -        | -        | Ev'rybody Know Me |
| 2005 | "Presidential"                         | 81           | 26       | 20       | Ev'rybody Know Me |
| 2006 | "Chop Chop"                            | -            | 80       | -        | Ev'rybody Know Me |
| 2008 | "Ridin' Thru Atlanta" (featuring T.I.) | -            | -        | -        | Bad Influence     |

### Colaboraciones
| Año  | Sencillo                                                                            | Posición     | Posición | Posición | Posición | Álbum                         |
| Año  | Sencillo                                                                            | U.S. Hot 100 | U.S. R&B | U.S. Rap | U.K.     | Álbum                         |
| ---- | ----------------------------------------------------------------------------------- | ------------ | -------- | -------- | -------- | ----------------------------- |
| 2004 | "I Smoke, I Drank (Remix)" (Body Head Bangerz feat. YoungBloodz)                    | 81           | 30       | 25       | -        | Body Head Bangerz: Volume One |
| 2004 | "Okay" (Nivea featuring YoungBloodZ)                                                | 40           | 14       | -        | -        | Complicated                   |
| 2004 | "Jook Gal (Head Gawn Remix)" (Elephant Man featuring YoungBloodZ, Twista & Kiprich) | 57           | 20       | 15       | -        | Good 2 Go                     |

### Apariciones[16]
- 1998: "Jazzy Hoes" Jermaine Dupri featuring YoungBloodZ, 8Ball, Mr. Black & Too Short
- 2001: "I'm Serious (Remix)" T.I. featuring Pastor Troy, YoungBloodZ & Lil' Jon
- 2001: "Know What's Up" Blaque featuring YoungBloodZ
- 2005: "It's Whateva Wit Us" Three 6 Mafia (featuring Ying Yang Twins & YoungBloodZ)
- 2005: "I'm Sprung 2" T-Pain featuring Trick Daddy & YoungBloodZ
- 2005: "Me And My Brother (Remix)" Ying Yang Twins featuring YoungBloodZ
- 2005: "Addicted to Pimpin" Too Short featuring YoungBloodZ
- 2005: "I Don't Care" Young Rome featuring YoungBloodZ
- 2007: "Real Head Bussa" Teflon featuring. YoungBloodZ
- 2007: "U Already Know (A-town remix)" 112 featuring YoungBloodZ
- 2007: "Jump Off" Sterling Simms featuring Sean P
- 2007: "Khujo Goodie" featuring Sean P & Trae - Like this (remix)
- 2007: "Like This (Remix)" Kelly Rowland featuring Eve & Sean P
- 2007: "Give In To Me (DOUBLE_U REMIX)" Michael Jackson featuring J-Bo
- 2007: "Bagg Up" Messy Marv featuring Sean P
- 2007: "Wood Grippin" Bone Crusher featuring Sean P
- 2007: "We Got It" Berner featuring San Quiin & Sean P
- 2007: "Pop It For That Paper" Cassidy featuring Lil' Wayne & Sean P
- 2008: "Put Em Up" Baby D featuring Pastor Troy & Sean P
- 2010: "Attitude" EDIDON featuring YoungBloodZ, Stormey Coleman & Young Noble de Outlawz